# Wallace MacDonald
Wallace Archibald MacDonald (5 de mayo de 1891 – 30 de octubre de 1978) fue un actor de cine mudo, además de productor y director cinematográfico canadiense.

## Biografía
Nacido en Mulgrave, Nueva Escocia (Canadá), Macdonald en sus inicios fue mensajero de la Dominion Steel Company en Sydney (Nueva Escocia). Posteriormente trabajó como cajero en el Royal Bank de Sydney, aunque la empresa le transfirió a Vancouver, Columbia Británica. De allí se mudó a California, donde actuó en el teatro antes de empezar a trabajar en Hollywood.
MacDonald en sus inicios cinematográficos fue actor, comenzando en 1914 y protagonizando casi 120 títulos hasta 1932. De entre sus papeles merece destacarse el que interpretó en Youth's Endearing Charm en 1916, trabajando junto a Mary Miles Minter y Harry von Meter.
Finalizando la Primera Guerra Mundial, volvió brevemente a Nueva Escocia para alistarse en la 10th Canadian Siege Battery, donde colaboró en tareas de reclutamiento para el ejército canadiense.
Con la llegada del cine sonoro, la carrera interpretativa de MacDonald menguó, y la mayor parte de sus papeles entre 1927 y 1932 fueron sin aparecer en los créditos. Se retiró de la actuación en 1932 para concentrarse en la escritura de guiones. Sin embargo, en 1937 se dedicaba principalmente a la producción. Es esta faceta como productor la que probablemente es más recordada de la carrera de MacDonald, produciendo a lo largo de la misma más de 100 filmes entre 1937 y 1959.
Wallace MacDonald falleció en 1978 en Santa Bárbara (California). Fue enterrado en  el Cementerio Forest Lawn Memorial Park de Glendale (California). En ocasiones, erróneamente, se le ha considerado hermano del también actor Francis McDonald, ambos con parecido físico y nacidos en 1891.

## Selección de su filmografía

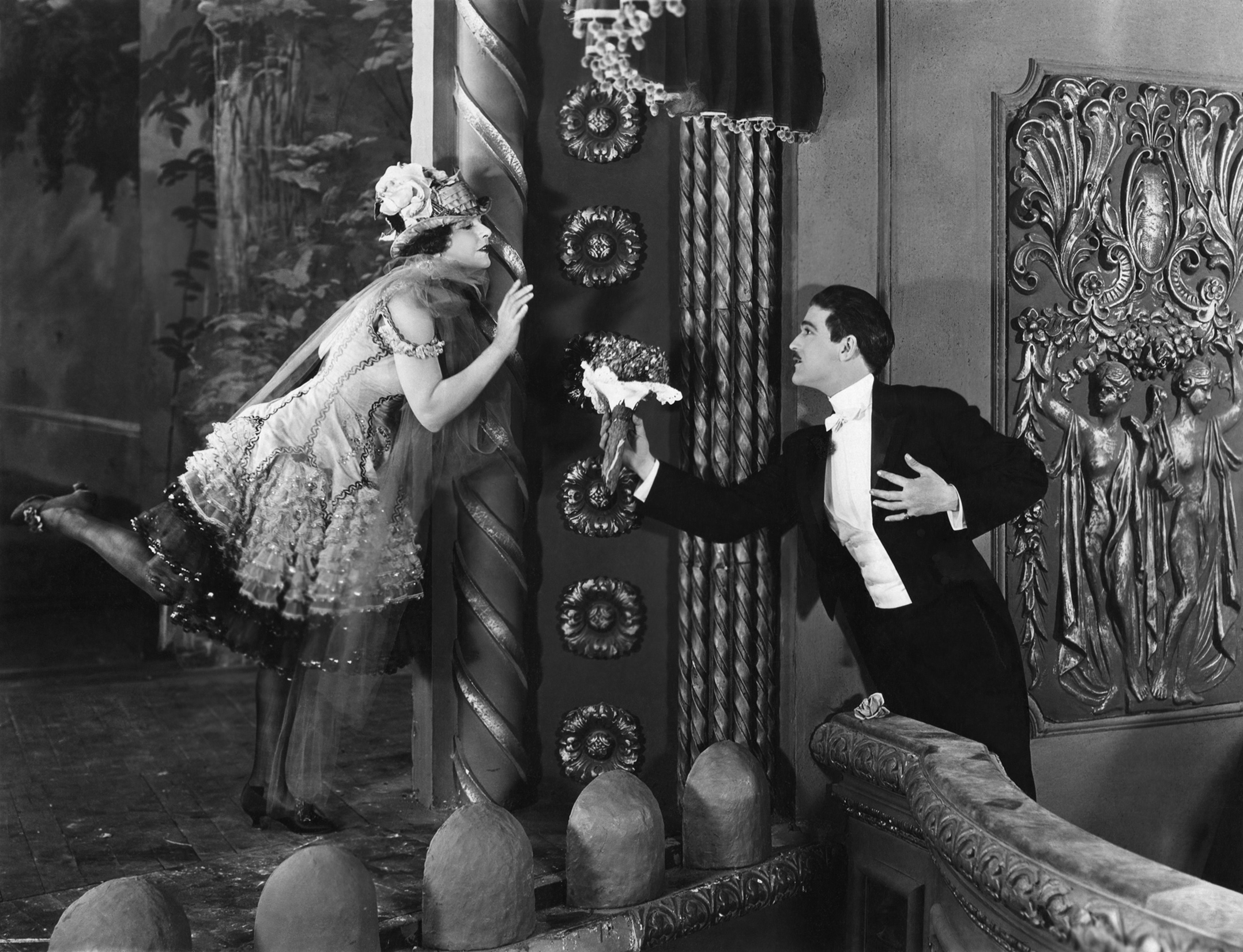
Con Norma Talmadge en la película de 1925 The Lady, de Frank Borzage.

### Como actor
- Charlot, pintor (1914, corto)
- Dough and Dynamite (1914, corto)
- Tillie's Punctured Romance (1914)
- The Day of Faith (1923)
- Maytime (1923)
- Thy Name Is Woman (1924)
- Roaring Rails (1924)
- The Sea Hawk (1924)
- Lightnin' (1925)
- The Bar-C Mystery (1926)
- Fighting with Buffalo Bill (1926)
- Whispering Smith Rides (1927)
- Blockade (1928)
- Darkened Rooms (1929)
- Hit the Deck (1930)
- Madam Satan (1930)
- The Drums of Jeopardy (1931)
- The Pagan Lady (1931)

### Como guionista
- The Phantom Empire (1935) (historia)

### Como productor
- The Man with Nine Lives (1940) (sin créditos)
- Before I Hang (1940) (sin créditos)
- The Devil Commands (1941)
- Harvard, Here I Come! (1941)
- The Face Behind the Mask (1941)
- Counter-Espionage (1942)
- Man in the Dark (1953)